# A Madea Family Funeral
Tyler Perry's A Madea Family Funeral es una película de comedia escrita, dirigida y producida por Tyler Perry. Es la undécima y última entrega de la serie de películas Madea, y es protagonizada por Perry en varios papeles, incluyendo el personaje protagonista, así como por Cassi Davis y Patrice Lovely. La película fue estrenada en los Estados Unidos el 1 de marzo de 2019.

## Sinopsis
La película comienza con los hijos de Vianne y Anthony que planean su 40 aniversario de bodas sorpresa en su casa. Madea, Joe, Brian, tía Bam y Hattie viajan a los bosques de Georgia para la fiesta de aniversario. En el camino, tratan con un policía maníaco y grosero. Finalmente llegan a su hotel y atrapan a Anthony en un acto sexual con Renee, la mejor amiga de Vianne. En la habitación de al lado está el hijo de Anthony, AJ, con Gia, la prometida de su hermano Jesse. Anthony sufre un ataque cardíaco debido a su actividad con Renee y es llevado de urgencia al hospital, donde se declara muerto. El grupo de AJ y Madea mantiene la causa exacta de la muerte del resto de la familia. Renee y AJ se chantajean entre sí para mantener sus secretos ocultos, y AJ culpa a Renee por el romance y la muerte de su padre. Vianne le pide a Madea que planee Anthony ' Su funeral y dice que quiere tenerlo en dos días, lo que hace que todos sospechen. La funeraria en el funeral les da a Madea, Bam y Hattie un ambiente espeluznante y les informa que Anthony murió sonriendo y que el ataúd no puede cerrarse debido a la erección de Anthony. En el funeral, aparecen numerosas amantes del pasado de Anthony, molestando visiblemente a Vianne, y el servicio dura horas hasta que el ataúd se abre abruptamente (por la razón antes mencionada). En el repass, AJ revela borracho el romance de Anthony y Renee y Renee expone el romance de AJ con Gia, lo que hace que su esposa Carol, a quien AJ había sido irrespetuosa durante todo el fin de semana, finalmente decidiera dejarlo. AJ y Jesse pelean, y Vianne revela entre lágrimas que Anthony había estado engañando durante años y que ella solo se quedó con él para proteger a su familia; pero ahora se da cuenta de que es hora de vivir para sí misma. La película termina con Vianne felizmente deseando suerte a la familia mientras se va a Las Vegas con Roy (Mike Tyson).

## Reparto
| Actor              | Personaje                                    |
| ------------------ | -------------------------------------------- |
| Tyler Perry        | Mabel "Madea" Simmons, Joe, Brian y Heathrow |
| Cassi Davis        | Tía Bam                                      |
| Patrice Lovely     | Hattie                                       |
| Ciera Payton       | Silvia                                       |
| KJ Smith           | Carol                                        |
| David Otunga       | Will                                         |
| Rome Flynn         | Jesse                                        |
| Courtney Burrell   | Aj                                           |
| Jen Harper         | Vianne                                       |
| Quin Walters       | Renee                                        |
| Christianee Porter | Sra. Shirleen                                |
| Aeriél Miranda     | Gia                                          |
| Joel Rush          | Oficial de policía                           |
| Derek Morgan       | Anthony                                      |
| Joanne the Scammer | Ella misma                                   |

## Producción
El rodaje tuvo lugar en Tyler Perry Studios y en Atlanta en el año 2017. En esta película de Tyler Perry interpreta a un nuevo personaje llamado Heathrow, el hermano de Madea y Joe. Él también era un veterano de la guerra de Vietnam.

## Estreno
La película fue estrenada en Estados Unidos el 1 de marzo de 2019 por Lionsgate. Fue originalmente programada para ser estrenada en otoño de 2018.

## Recepción
A Madea Family Funeral recibió reseñas generalmente negativas de parte de la crítica y de la audiencia. En el sitio web especializado Rotten Tomatoes, la película posee una aprobación de 11%, basada en 36 reseñas, con una calificación de 3.7/10, y con un consenso crítico que dice: "Una conclusión mediocre de la franquicia de larga duración de Tyler Perry, A Madea Family Funeral demuestra que despedirse puede ser doloroso por todas las razones equivocadas." De parte de la audiencia tiene una aprobación de 30%, basada en 584 votos, con una calificación de 2.2/5.
El sitio web Metacritic le dio a la película una puntuación de 39 de 100, basada en 11 reseñas, indicando "reseñas generalmente desfavorables". Las audiencias encuestadas por CinemaScore le otorgaron a la película una "A-" en una escala de A+ a F, mientras que en el sitio IMDb los usuarios le asignaron una calificación de 4.6/10, sobre la base de 4607 votos. En la página web FilmAffinity, la cinta tiene una calificación de 3.2/10, basada en 32 votos.